# 194 км (платформа)
194 кіломе́тр — пасажирський залізничний зупинний пункт Дніпровської дирекції Придніпровської залізниці на електрифікованій лінії Самар-Дніпровський — Нижньодніпровськ-Вузол між станціями Нижньодніпровськ-Вузол (5 км) та Самарівка (5 км). Розташований у місцевості Шевченко, у північній частині Самарського району міста Дніпра.

## Пасажирське сполучення
На Платформі 194 км зупиняються приміські поїзди сполученням Дніпро — Берестин (2 пари).